# Tatartschew-Nunatak
Der Tatartschew-Nunatak (bulgarisch Татарчев нунатак Tatartschew nunatak) ist ein hufeisenförmiger, felsiger, in nord-südlicher Ausrichtung 3,2 km langer, 2,2 km breiter und 550 m hoher Nunatak an der Oskar-II.-Küste des Grahamlands auf der Antarktischen Halbinsel. Er ragt 3,65 km südlich des Mount Quandary, 5,75 km nordwestlich des Reselets Peak und 9,9 km östlich des Sekirna Spur auf. Er ist Teil der Wasserscheide zwischen dem Hektoria-Gletscher im Westen und dem Breniza-Gletscher im Osten.
Britische Wissenschaftler kartierten ihn 1978. Die bulgarische Kommission für Antarktische Geographische Namen benannte ihn 2013 nach Christo Tatartschew (1869–1952), Anführer der Inneren Mazedonischen Revolutionären Organisation.